# غرينبورت (مقاطعة سوفولك)
غرينبورت هي قرية تقع في مقاطعة سوفولك في نيويورك، تحدبداً في نورث فورك في لونغ آيلند. تقع القرية ضمن بلدة ساوثولد وهي المجتمع المدمج الوحيد في المدينة. بلغ عدد السكان 2197 نسمة في تعداد 2010. 
كانت غرينبورت ميناءً رئيسيًا للمنطقة، على الرغم من تطوّرت صناعة صيد الأسماك وصيد الحيتان فيها في الماضي، إلا أنه لا يوجد حاليًا سوى عدد قليل من سفن الصيد التجاري التي تعمل خارج القرية. في الآونة الأخيرة نمت صناعة السياحة بشكل كبير.

## التاريخ
استقر السكان في غرينبورت لأول مرة عام 1682 وتأسّست كمجتمع قروي عام 1838. كانت غرينبورت في يوم من الأيام قرية لصيد الحيتان وبناء السفن، ومنذ عام 1844، كانت المحطة الطرفية الشرقية على مفترق الطرق الشمالي لطريق لونغ آيلاند للسكك الحديدية.  
أثناء فترة حظر الكحول، أصبح الحديث عن صنع مشروب الروم جزءًا مهمًا من اقتصاد غرينبورت. كان سكان غرينبورت متمرسون في العمل البحري وكان بإمكانهم تجاوز خفر السواحل. وكانت المطاعم على الطرف الشرقي، بما في ذلك مطعم كلاوديو، تقدّم المشروبات الكحولية بطريقة غير قانونية.  شُملت العديد من المباني القديمة للقرية في منطقة قرية غرينبورت التاريخية، والتي أضيفت إلى السجل الوطني للأماكن التاريخية في عام 1986.
صوّت سكان القرية بـ617-339 في تشرين الثاني / نوفمبر 1994 لحل قسم الشرطة المكون من تسعة أفراد. أُغلق القسم، الذي كان أنشئ عام 1947، بعد تحقيق هيئة محلفين كبرى في سلسلة من الفضائح.   منذ الإغلاق، تولت إدارة شرطة ساوثولد تاون توفير الخدمات الشُرَطية. في عام 2005، أنشأ الأمناء فرعًا محليًا لمنظمة بارابوليس وتكونت من حراسٍ متطوعين، ومنظمة ذا غارديان أنجليز، للقيام بدوريات في القرية.  
في يونيو 2016، بدأت قرية غرينبورت تطبيق قانون المركبات والمرور الخاص بها، وهي المرة الأولى منذ عام 1994 التي تطبق فيها القرية قوانين المرور الخاصة بها. تواصل إدارة إنفاذ القانون والوقاية من الحرائق في قرية جرينبورت تنفيذ قانون القرية، بالإضافة إلى عدد من القواعد واللوائح الفيدرالية والولائية والمحلية الأخرى.

## الجغرافية
وفقًا لمكتب الإحصاء الأمريكي، تبلغ مساحة القرية الإجمالية 1.2 ميل مربع (3.1 كـم2)، منها 1.0 ميل مربع (2.6 كـم2) يابسة و0.2 ميل مربع (0.52 كـم2) (20.66٪) مسطحات مائية.

## المناخ
| البيانات المناخية لـغرينبورت، مقاطعة سوفولك، نيويورك (القراءات الطبيعية 1981-2010، القراءات المتطرفة من 1958 إلى الوقت الحاضر) | البيانات المناخية لـغرينبورت، مقاطعة سوفولك، نيويورك (القراءات الطبيعية 1981-2010، القراءات المتطرفة من 1958 إلى الوقت الحاضر) | البيانات المناخية لـغرينبورت، مقاطعة سوفولك، نيويورك (القراءات الطبيعية 1981-2010، القراءات المتطرفة من 1958 إلى الوقت الحاضر) | البيانات المناخية لـغرينبورت، مقاطعة سوفولك، نيويورك (القراءات الطبيعية 1981-2010، القراءات المتطرفة من 1958 إلى الوقت الحاضر) | البيانات المناخية لـغرينبورت، مقاطعة سوفولك، نيويورك (القراءات الطبيعية 1981-2010، القراءات المتطرفة من 1958 إلى الوقت الحاضر) | البيانات المناخية لـغرينبورت، مقاطعة سوفولك، نيويورك (القراءات الطبيعية 1981-2010، القراءات المتطرفة من 1958 إلى الوقت الحاضر) | البيانات المناخية لـغرينبورت، مقاطعة سوفولك، نيويورك (القراءات الطبيعية 1981-2010، القراءات المتطرفة من 1958 إلى الوقت الحاضر) | البيانات المناخية لـغرينبورت، مقاطعة سوفولك، نيويورك (القراءات الطبيعية 1981-2010، القراءات المتطرفة من 1958 إلى الوقت الحاضر) | البيانات المناخية لـغرينبورت، مقاطعة سوفولك، نيويورك (القراءات الطبيعية 1981-2010، القراءات المتطرفة من 1958 إلى الوقت الحاضر) | البيانات المناخية لـغرينبورت، مقاطعة سوفولك، نيويورك (القراءات الطبيعية 1981-2010، القراءات المتطرفة من 1958 إلى الوقت الحاضر) | البيانات المناخية لـغرينبورت، مقاطعة سوفولك، نيويورك (القراءات الطبيعية 1981-2010، القراءات المتطرفة من 1958 إلى الوقت الحاضر) | البيانات المناخية لـغرينبورت، مقاطعة سوفولك، نيويورك (القراءات الطبيعية 1981-2010، القراءات المتطرفة من 1958 إلى الوقت الحاضر) | البيانات المناخية لـغرينبورت، مقاطعة سوفولك، نيويورك (القراءات الطبيعية 1981-2010، القراءات المتطرفة من 1958 إلى الوقت الحاضر) | البيانات المناخية لـغرينبورت، مقاطعة سوفولك، نيويورك (القراءات الطبيعية 1981-2010، القراءات المتطرفة من 1958 إلى الوقت الحاضر) |
| الشهر | يناير | فبراير | مارس | أبريل | مايو | يونيو | يوليو | أغسطس | سبتمبر | أكتوبر | نوفمبر | ديسمبر | المعدل السنوي |
| --- | --- | --- | --- | --- | --- | --- | --- | --- | --- | --- | --- | --- | --- |
| الدرجة القصوى °ف (°م) | 63 (17) | 67 (19) | 76 (24) | 87 (31) | 95 (35) | 92 (33) | 97 (36) | 98 (37) | 94 (34) | 82 (28) | 76 (24) | 72 (22) | 98 (37) |
| متوسط درجة الحرارة الكبرى °ف (°م)                                                                                              | 37.3 (2.9) | 39.3 (4.1) | 46.0 (7.8) | 55.3 (12.9) | 65.2 (18.4) | 74.4 (23.6) | 79.9 (26.6) | 79.3 (26.3) | 72.9 (22.7) | 62.7 (17.1) | 53.1 (11.7) | 43.1 (6.2) | 59.0 (15.0) |
| المتوسط اليومي °ف (°م) | 30.6 (−0.8) | 32.1 (0.1) | 38.6 (3.7) | 47.8 (8.8) | 57.3 (14.1) | 67.1 (19.5) | 72.9 (22.7) | 72.3 (22.4) | 66.0 (18.9) | 55.6 (13.1) | 45.9 (7.7) | 36.4 (2.4) | 51.9 (11.1) |
| متوسط درجة الحرارة الصغرى °ف (°م)                                                                                              | 23.9 (−4.5) | 25.0 (−3.9) | 31.2 (−0.4) | 40.2 (4.6) | 49.5 (9.7) | 59.8 (15.4) | 66.0 (18.9) | 65.4 (18.6) | 59.0 (15.0) | 48.4 (9.1) | 38.8 (3.8) | 29.8 (−1.2) | 44.8 (7.1) |
| أدنى درجة حرارة °ف (°م) | −6 (−21) | −1 (−18) | 0 (−18) | 16 (−9) | 27 (−3) | 36 (2) | 45 (7) | 40 (4) | 30 (−1) | 23 (−5) | 17 (−8) | −7 (−22) | −7 (−22) |
| الهطول إنش (مم) | 3.56 (90) | 3.67 (93) | 4.50 (114) | 4.09 (104) | 3.40 (86) | 4.66 (118) | 3.24 (82) | 4.38 (111) | 3.76 (96) | 4.27 (108) | 3.98 (101) | 3.79 (96) | 47.30 (1٬201) |
| متوسط أيام هطول الأمطار (≥ 0.01 in)                                                                                            | 9.1 | 8.5 | 10.1 | 11.0 | 11.2 | 9.6 | 8.4 | 8.1 | 8.9 | 8.8 | 9.4 | 11.5 | 114.6 |
| المصدر: NOAA | | | | | | | | | | | | | |

## التركيبة السكانية
وفق تعداد السكان عام 2000، بلغ عدد سكان القرية 2048 نسمة، و776 أسرة، و446 عائلة. كانت الكثافة السكانية 2,142.7 inhabitant per square mile (827.3/كم2). كان هناك 1075 وحدة سكنية بمتوسط كثافة 1,124.7 لكل ميل مربع (434.2/كم2). أما التركيب العرقي للقرية فيتوزع على النحو التالي: 76.17٪ من ذوي البشرة البيضاء، 14.26٪ أمريكيون من أصل أفريقي، 0.39٪ آسيويون، 0.54٪ من مواطني جزر المحيط الهادئ، 4.74٪ من أعراق أخرى.
ضمّت القرية 776 أسرة، من بينها 28.7٪ أسرة لديها أطفال تقل أعمارهم عن 18 عامًا، و35.1٪ من الأزواج الذين يعيشون معًا، و16.0٪ أسرة تديرها ربة منزل بدون زوج، و42.5٪ من غير العائلات. 34.9 ٪ من جميع الأسر كانت مكونة من أفراد، و16.6٪ أسرة من شخص واحدٍ يعيش بمفرده يبلغ من العمر 65 عامًا أو أكبر. كان متوسط حجم العائلة 3.10.
يتوزع السكان في القرية من حيث العمر، حيث 23.2٪ هم دون سن 18، و8.7٪ من 18 إلى 24 سنة، و23.7٪ من 25 إلى 44 سنة، و21.8٪ من 45 إلى 64 سنة، و22.5٪ كانوا 65 سنة أو اكبر سناً. كان متوسط العمر 40 سنة. لكل 100 أنثى هناك 87.2 ذكر. لكل 100 أنثى من سن 18 وما فوق، هناك 81.3 ذكر. 
كان متوسط دخل الأسرة 36333 دولارًا. كان للذكور متوسط دخل قدره 36,848 دولارًا مقابل 22,165 دولارًا للإناث. كان نحو 21.2٪ من الأسر و19.7٪ من السكان تحت خط الفقر، بما في ذلك 33,7٪ ممن تقل أعمارهم عن 18 عامًا و11,7٪ من أولئك الذين بلغوا 65 عامًا أو أكثر. 
في عام 2010، كان التوزيع على النحو التالي: 

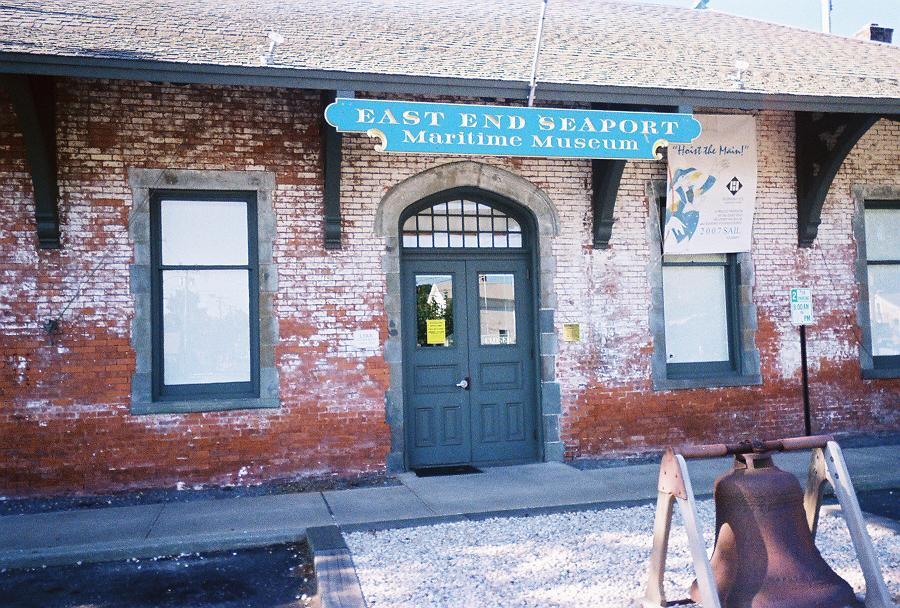
متحف إيست إند سي بورت والمؤسسة البحرية، التي كانت تُعرف سابقًا باسم محطة سكة حديد جرينبورت

- 53.6٪ من ذوي البشرة البيضاء
- 34.0٪ من أصل اسباني
- 10.0٪ من ذوي البشرة السمراء
- 0.5٪ من أصلٍ آسيوي
- 0.1٪ أمريكيون أصليون
- 0.5٪ بعض الأعراق الأخرى
- 1.5٪ من عرقين اثنين أو أكثر

## روابط خارجية
- الموقع الرسمي
- المعلومات الرسمية لقرية غرينبورت
- متحف إيست إند سي بورت والمؤسسة البحرية
- متحف السكك الحديدية في لونغ آيلاند (غرينبورت)
- سوق مزارعي غرينبورت